# Il quinto giorno
Il quinto giorno (Der Schwarm) è un romanzo techno-thriller del 2004 dello scrittore tedesco Frank Schätzing.
È stato pubblicato in italiano nel 2005.

## Il titolo
Il titolo originale, Der Schwarm, significa letteralmente "lo sciame".
Il titolo italiano è tratto da un'idea di uno dei protagonisti del romanzo. Questo personaggio intende dare a un suo rapporto il titolo Il quinto giorno in riferimento al quinto giorno della creazione biblica, quello in cui vengono creati il mare e i suoi abitanti; difatti, gli antagonisti del romanzo giungono proprio dalle profondità marine.

## Struttura
La vicenda si svolge dal 14 gennaio al 15 agosto del 2005 e si divide in cinque parti: Anomalie, Château Disaster, Independence, Discesa e Contatto, che a loro volta si dividono nei vari giorni e nei vari luoghi in cui avviene la vicenda, e inoltre vi sono un prologo e un epilogo. La prima parte occupa circa metà del romanzo mentre le ultime due coprono ciascuna solo una piccola parte della vicenda. Inoltre la narrazione delle vicende dell'ultimo giorno trattato copre una buona fetta della terza parte e interamente le ultime.

## Trama
Il romanzo tratta di una crisi globale venutasi a creare a causa di alcuni eventi inspiegabili causati dal mare. In Europa e in America scoppia una pandemia, compaiono nuove specie di vermi che iniziano a corrodere gli idrati di metano sottomarini e gli animali marini, come le orche, le meduse e i granchi, attaccano navi e coste bloccando il commercio marittimo globale. Molti scienziati vengono a confrontarsi con la crisi, ma uno di loro, il biologo marino Sigur Johanson, ha un'idea, chiamata il quinto giorno che spiegherebbe tutto ma metterebbe anche in dubbio il dominio dell'uomo sulla Terra e numerosi preconcetti umani, derivanti sia dalla scienza, che dalla religione.

## Personaggi
Come in altri romanzi dello stesso autore, si raccontano le vicende di un alto numero di personaggi, di cui vengono bene approfondite la storia, la vita personale e la psicologia e che spesso agiscono in parallelo e in luoghi diversi. La lista comprende tutti i personaggi principali intorno a cui ruota la vicenda centrale.
- Sigur Johanson, biologo marino.
- Leon Anawak, cetologo esperto in intelligenza animale.
- Juan Narciso Ucañan, pescatore.
- Jack O'Bannon Greywolf, ex membro della marina, esperto nella comunicazione dei cetacei.
- Judith Li, presidente del consiglio di sicurezza degli USA.
- Tina Lund, scienziata di una compagnia petrolifera.
- Kare Sverdrup, cuoco e compagno di Tina.
- Clifford Stone, membro del consiglio di amministrazione di una compagnia petrolifera.
- Samantha Crowe, ricercatrice del SETI.
- Karen Weaver, giornalista e scienziata.
- Alicia Delaware, studentessa.
- Gerhard Bohrmann, geologo.
- Mick Rubin, soldato e biologo.
- Salomon Peak, soldato.
- Jack Vanderblit, vice direttore della CIA.
- Sue Oliviera, scienziata.
- Susan Stringer, scienziata.
- Tom Shoemaker, scienziato.
- Kate Ann Browing, scienziata.
- Stanley Frost, scienziato.
- Bernard Roche, membro di amministrazione di una compagnia petrolifera
- Murray Shankar, scienziato.
- Ijitsiaq Akesuk, indiano, zio di Anawak.
- Lucas Bauer, oceanografo.

## Edizioni
- Frank Schätzing, Il quinto giorno, Editrice Nord, 2005,  p. 1032.

- Frank Schätzing, Il quinto giorno, TEADUE, 2007,  p. 1032.